# فرانسوا لويس-ماري
فرانسوا لويس-ماري (بالفرنسية: François Louis-Marie)‏ هو مدرب كرة قدم ولاعب كرة قدم فرنسي، ولد في 13 أكتوبر 1961 في غويانا الفرنسية في فرنسا.

## وصلات خارجية
- فرانسوا لويس-ماري على موقع قاعدة بيانات كرة القدم.إي يو (الإنجليزية)
- فرانسوا لويس-ماري على موقع ناشيونال فوتبول تيمز (الإنجليزية)